# 笠木茂
笠木 茂（かさぎ しげる、1934年2月 - ）は、岐阜県出身の洋画家。ル・サロン会員、日本美術連盟会員。

## 経歴
岐阜県中津川市に生まれる。東京芸術大学卒業。特許庁を経て、東京芸術大学大学院修了。伊藤廉、中根寛、フランス国立高等装飾美校・デピェール教授に師事。安宅賞受賞。ル・サロン、サロン・ドートンヌなどに出品。資生堂ギャラリー、梅田画廊などで個展を開く。
地元の恵那山など、古里の中津川市を描いた作品を多く手掛ける。かつてはカラフルな、柔らかいタッチの油彩画や、シルクスクリーンを使用した花を描いたものが多かった。近年では油彩でありながら水彩画のような風合いのものを、海洋を主題として描くことが多い。
2012年、岐阜県各界功労者表彰（文化・芸術）を受けた。

## 代表作
- あなたの哲学（改訂増補）山崎正一・成川武生・中田光雄（学生社）（挿絵）
- 連作 恵那山
- 埠頭午天（第28共勝丸 母島）